# David D. Pollard
David D. Pollard, né le 12 octobre 1943, est un professeur de géomécanique et de géologie structurale à l'université Stanford.

## Biographie
David Pollard enseigne un cours de premier cycle, Fundamentals of Structural Geology, et écrit un manuel de premier cycle en géologie structurale. Il enseigne des cours de niveau supérieur en géologie structurale, mécanique des roches et mécanique de la fracturation.

## Publications
- 2005 : Fundamentals of Structural Geology, Cambridge University Press, avec R. Fletcher.
- 2020 : Structural Geology: A Quantitative Introduction, Cambridge University Press, avec Stephen J.Martel.